# LGBT+ Danmark
LGBT+ Danmark – Landsforeningen for bøsser, lesbiske, biseksuelle og transpersoner är en dansk ideell intresseorganisation för homosexuella, bisexuella och transpersoner. Organisationen arbetar för HBT-personers politiska, sociala, kulturella och ekonomiska jämställdhet på alla nivåer i Danmark, samt för att motverka diskriminering, homofobi, bifobi och transfobi. 1985–2009 hette organisationen Landsforeningen for Bøsser og Lesbiske, Forbundet af 1948 (LBL). Den var länge endast en organisation för homosexuella, men sedan 2002 och 2008 inkluderas bisexuella respektive transpersoner officiellt som en del av organisationen. Organisationen var en av grundarna bakom International Lesbian and Gay Association (ILGA) 1978 och har sedan 2006 konsultativ NGO-status i FN:s ekonomiska och sociala råd (ECOSOC).
Organisationen bildades i Aalborg 1948 under namnet Kredsen af 1948, senare Forbundet af 1948, på initiativ av Axel Lundahl Madsen (senare Axgil). Han var även dess första ordförande 1948–1952. Det dröjde dock till 1969 innan organisationen slutligen erkänns som en organisation av de danska myndigheterna och upptas i Foreningsregistret. Det registrerades då under namnet Landsforeningen for homofile. 1971 bildades den vänsterinriktade utbrytarorganisationen Bøssernes Befrielsesfront (BBF) som ansåg att förbundet var för borgerligt och ”självförtryckande”. Denna gruppering upprättade Bøssehuset i Christiania 1972. Lesbiska kvinnor som var aktiva i förbundet och i Rødstrømperne bildade Lesbisk Bevægelse 1974.
Aktivister inom LBL bildade Stop AIDS Kampagnen (Stop AIDS – Bøssernes hiv-organisation) och AIDS-Linien 1986. Stop AIDS blev en självägande institution 1994 och fusionerades 2012 med AIDS-Fondet, AIDS-Linien och rådgivningsdelen av HIV-Danmark.
Till organisationen hör ungdomsförbundet LGBT Ungdom för personer under 25 år.

## Ordförande
- 1948-1952: Axel Axgil
- 1952; Walther Larsen
- 1952-1953: Peter (Olsen) Balle
- 1953-1958: Holger Bramlev
- 1958-1959: Bruno Bach
- 1959-1960 Jens Ingvard Bøje
- 1960-1961: Piotr Jakobik
- 1961-1970: Erik Jensen
- 1970: Steen Jensen
- 1970-1978: Per Kleis Bønnelycke
- 1978-1986: Henning Jørgensen
- 1986-1989: Bruno Pedersen
- 1989-1994: Else Slange
- 1994: Susan Peters
- 1994: Søren Baatrup
- 1994-1998: Søren Laursen
- 1998-2002: Bent Hansen
- 2002-2005: Peter Andersen
- 2005-2007: Mikael Boe Larsen
- 2007: Patricia Duch (konstitueret)
- 2007-2008: Maren Granlien (konstitueret)
- 2008: Kristoffer Petterson
- 2008-2011: Hans Christian Seidelin
- 2011-2014: Vivi Jelstrup
- 2014-2017 Søren Laursen
- 2017-2019: Peder Holk Svendsen
- 2019: Ask Ulrich Petersen
- 2019-2020: Susanne Branner Jespersen
- 2020: Jackie Vesterhaab Kristensen
- 2020-2023: Ask Ulrich Petersen
- 2023-2024 : Nanna Sjøgren Wills Hansen
- 2024-: Morten Grumstrup